# Конюхов, Дмитрий Васильевич
Дмитрий Васильевич Конюхов (псевдонимы Вась Мить, Сюзь Мить, Би кинь; 26 сентября 1911, Пажга, Вологодская губерния или Усть-Сысольский уезд, Вологодская губерния — 4 марта 1982) — коми поэт, критик и публицист. Член Союза писателей СССР с 1949 года.

## Биография
Родился 26 сентября 1911 году в селе Пажга (по другим данным — в селе Гарья) в крестьянской семье.
В 1928 году окончил Пажгинскую семилетнюю школу. Поступил в Коми государственный педагогический институт на историко-филологический факультет, который окончил в 1933 году.
После окончания ВУЗа был учителем коми и русского языков и литературы в сёлах Палевицы и Пажга. Первые стихотворения опубликовал в газете «Югыд туй» в 1929 году. В 1938 году (по другим данным — в 1939 году) Конюхов стал работать в Коми книжном издательстве, где был редактором художественной литературы Коми.
11 июля 1941 Дмитрий был призван на фронт. Был участником сражений за Ленинград, командовал пулеметным взводом, был тяжело ранен.
После демобилизации стал работать на должности редактора Коми книжного издательства и литературного сотрудника журнала «Войвыв кодзув».
Внёс большой вклад в развитие коми критики. Был членом редколлегии, подготовившей к изданию сочинения И. А. Куратова (1939). Опубликовал ряд статей о творчестве М. Н. Лебедева, В. И. Лыткина, И. М. Вавилина, С. А. Попова. Перевёл на коми язык роман «Поднятая целина» М. Шолохова и повесть «Волоколамское шоссе» А. Бека.
В 1951 году (по другим данным — в 1953 году) был выпущен первый и единственный сборник его стихов под названием «Зумыд воськолöн» («Твёрдой поступью»).
Умер 4 марта 1982 года.

## Награды
- Орден Отечественной войны II степени
- Медаль «За оборону Ленинграда»[2]